# Ophiomyia oviformis
Ophiomyia oviformis este o specie de muște din genul Ophiomyia, familia Agromyzidae, descrisă de Mitsuhiro Sasakawa și Fan în anul 1985. Conform Catalogue of Life specia Ophiomyia oviformis nu are subspecii cunoscute.